# 穆赫辛·法克里扎德
穆赫辛·法克里扎德·马哈巴迪（波斯語：محسن فخری‌زاده مهابادی；1958年—2020年11月27日）是伊朗的核物理学家以及伊朗國防部核計劃負責人、副部长，具伊斯兰革命卫队准将军衔。他也在位于德黑兰的伊玛目侯赛因大学教授物理。他建立并领导了伊朗防御性创新研究组织。他被任命为伊朗国防和武装部队后勤部的高级科学家，并担任拉维赞·什安物理研究中心（PHRC）的负责人。他被认为是伊朗核武器项目的“灵魂人物”，有西方外交官曾称他为“伊朗核弹之父”。

## 生平
法克里扎德於1958年出生於库姆，1987年于沙希德·贝赫什提大学获学士学位，之后在伊斯法罕科技大学学习核放射与宇宙射线，取得博士学位。在1979年霍梅尼推翻国王穆罕默德·礼萨·巴列维后加入了革命卫队，后获准将军衔。此外，他后来也担任伊朗國防部副部長及屬下防禦性創新研究組織負責人。1991年后担任伊玛目侯赛因大学物理學教授。
自2006－2007年起，法克里扎德受到联合国安理会冻结资产和旅行通知的制裁，理事会表示，国际原子能机构（IAEA）要求采访法克里扎德担任PHRC期间的活动，而伊朗拒绝配合。但伊朗提供了一些有关其工作的信息，国际原子能机构表示“与调查结果并不矛盾”，但将会寻求对其调查结果的佐证。法赫里扎德在联合国2007年关于伊朗核计划的报告中被确定为“关键人物”。

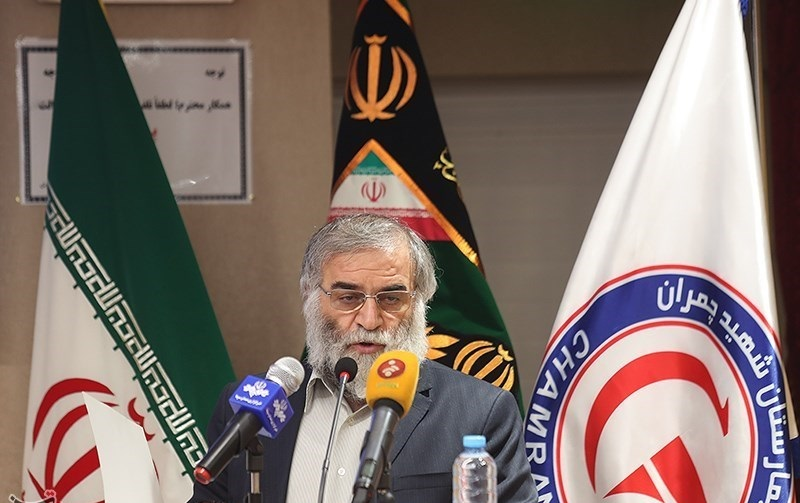
法赫里扎德在发表讲话

在AMAD项目终止后，法克里扎德建立并领导了国防创新研究组织（SPND），这是一个由政府资助的专门研究核武器的实体，成立于2011年2月。其隶属于伊朗国防部和武装部队后勤部。
一份泄露给《星期日泰晤士报》的2007年伊朗内部文件确定，法克里扎德为扩大先进技术部署领域（FEDAT）的主席，该组织是运行伊朗核武器计划的组织的对外名称。这份题为《未来四年与中子有关的特殊活动的展望》的文件提出了开发铀氘化中子引发剂的四年计划。

### 遇刺身亡

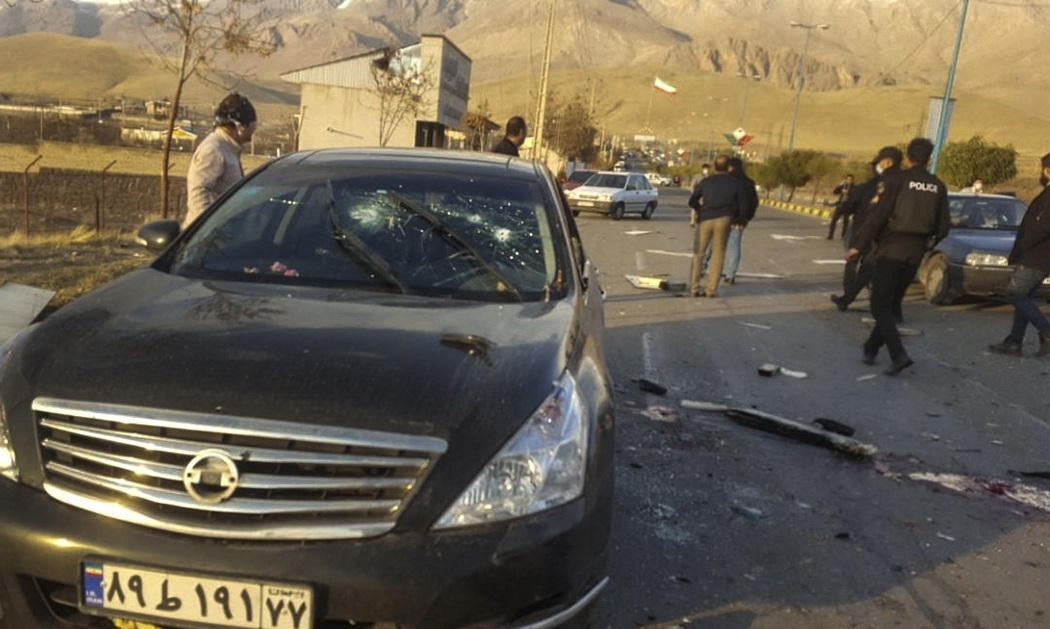
事发后布满弹孔的座驾

2020年11月27日，伊朗國防部宣布法赫里扎德当日下午遇刺身亡，他是第五位被暗殺的伊朗科學家。
伊朗最高国家安全委员会说，这起袭击未能防患于未然原因在于，“关于针对法赫里扎德刺杀的情报在频繁中使人对这些可能性放松了警惕，不幸的是，他们恰好在这次得手了”。法赫里扎德的儿子们指出，事发当日法赫里扎德已被情报部门警告可能遭遇暗杀的风险，但他还是出门前去参加一场会议。
早期報導指出，案发时一辆装有炸药的货车在法赫里扎德所乘车辆附近爆炸，待车辆停驶后，又有殺手向其扫射，受重伤的法赫里扎德被送医后抢救无效死亡。目擊者表示有3至4名参与袭击的武装分子被殺。但由於情況混亂，其後有其它報導提到了不同版本的刺殺過程。
事发两日后，伊朗所屬的法尔斯通讯社官方披露法克里扎德遭暗杀的细节内容，称现场无刺杀人员，乃是使用先進的遙控機槍進行刺殺。當時法克里扎德和他的妻子乘坐一輛防彈車旅行，另有三輛安全人員的車與之隨行。突然有子彈擊中其中一輛車，法克里扎德下車查看。隨即在距離法克里扎德約150米處的一輛日產汽車裏的遥控操作的自动机枪向法赫里扎德射击，其中一发子弹命中其脊椎，在刺杀完成后搭载遥控机枪的日產汽車发生爆炸，伊朗情报部门调查发现车辆主人已于10月29日离境伊朗。伊朗政府一名消息人士表示，暗杀法赫里扎德的武器带有以色列军工产品的徽标，由以色列制造并由卫星控制。
伊朗最高国家安全委员会秘书沙姆哈尼在法赫扎里德的葬礼上表示，针对死者的刺杀行动经证实是一场复杂的远程刺杀行动，在现场并没有杀手参与其中。伊斯兰革命卫队副总司令阿里·法达维表示，袭击中使用的武器配备一个摄像头且利用了人工智能技术，通过人造卫星实现远程遥控，以此来精确定位作为刺杀目标的法赫里扎德。他并声明法赫里扎德始终停留在座驾上，150米处遥控机枪瞄准法赫里扎德，共射出13发子弹，其中4枪射向法赫里扎德的子弹被他的头号保镖挡下，但仍有造成致命伤的子弹射中他的脊椎，而坐在他旁边25厘米处的妻子却并未受伤（这点也受到他的儿子证实）。随后，搭载机枪的日产品牌卡车自毁，整个过程持续约3分钟。
2021年9月，《紐約時報》披露此次摩薩德通過遙控機槍實施暗殺行動，並用AI去控制車速。
而对于此处可能出现的对人工智能在杀戮方面的运用，制止杀手机器人运动成员、计算机科学家诺埃·沙基表达了他的担忧：“如果这种袭击的罪魁祸首，是一种有自主性，且能通过人脸识别进行锁定与刺杀的智能设备的话，那全球安全进程就已经走了很大的下坡路了。”

### 其它
21世紀前十年间，法赫里扎德主导了名为生命科学研究中心（the Biological Study Centre）的项目，外界普遍相信这是物理学研发中心（the Physics Research Centre，PHRC）的后继版本，而该项目的研究主要是在拉维赞·什安进行的。据称，法赫里扎德在伊朗抗击2019冠状病毒病当地疫情期间担任了重要角色。伊朗驻联合国代表马吉德·塔赫特-拉万奇表示，法赫里扎德领导了伊朗第一批自产检测试剂的研发。伊朗国防部长阿米尔·哈塔米提及法赫里扎德在抗击冠状病毒作出的科学贡献时说：“……他为我国研发COVID-19疫苗作出了巨大贡献……生命科学研究中心已经完成了疫苗第一阶段的临床人体实验……将为广大人民带来巨大福祉”。
2020年11月29日，德黑兰抗疫指挥中心（the Coronavirus Battle Headquarters of Tehran）负责人吊唁时说，法赫里扎德是一位杰出的科学家以及一位可敬的学者，并感谢他生前在科学研究、科技研发和公共卫生方面所做的贡献。
2020年12月7日，有人拍下在德黑蘭市郊一個行人天橋挂上以色列國旗及“感謝摩薩德”（THANK YOU MOSSAD）的標語橫額，向暗殺法赫里扎德的摩薩德答謝，有關相片隨後在網絡廣傳。

### 悼念
11月29日，穆赫辛·法赫里扎德的遗体運送至马什哈德伊玛目礼萨圣陵，供民众悼念。11月30日，法赫里扎德下葬。

## 评论

### 身亡前
以色列总理本雅明·内塔尼亚胡在2018年4月关于伊朗核计划的演讲中特别提到了法赫里扎德的名字，并说道“记住他的名字”。

### 身亡后
伊朗外交部長穆罕默德·贾瓦德·扎里夫指暗殺事件有重大跡象顯示以色列參與此次襲擊，是國家級恐怖行徑。
土耳其外交部谴责针对法赫里扎德的袭击行为，并反对任何破坏地区和平的企图和任何形式的恐怖主义行为。
叙利亚外交部长费萨尔·梅克达德代表叙利亚政府向法赫里扎德及伊朗政府表示慰问，并谴责犹太复国主义发动的对法赫里扎德的袭击行为，呼吁国际社会调查犯罪凶手以实现公平正义。
以色列一名內閣部長表示他不知道是誰策動對法克里扎德的襲擊。
美国国防部尚未对法克里扎德遇刺一事发表评论。
有评论员指，法赫里扎德之死无疑会加剧该地区的紧张局势，并使得美国候任总统乔·拜登面对的问题更加复杂化，为他地区外交政策的制定设置了障碍。该起事件的发生碰巧是在报导指美国总统特朗普意欲攻击伊朗核设施却被幕僚劝阻而未能成行的两周以后。前奥巴马政府伊朗政策顾问罗伯特·默里指，这起事件的时间点似乎就像是为了让拜登与伊朗谈判之路增加挫折。而重新加入特朗普政府退出的伊核协议是拜登的竞选承诺之一。 另有评论指这起事件不会为美国伊朗政策的制定与执行造成太大阻碍，耶路撒冷邮报的一位特约编辑质疑指，若拜登有意修复美伊关系，伊朗方面冷眼相待并不会得到实际利益，何况这起事件与他关乎甚微。同时伊朗政府也表明，不会因此破坏与拜登政府的谈判计划，尽管伊朗国内舆论的报复声浪十分高涨。

## 延伸閲讀
- Nougayrède, Natalie. . Le Temps. 2012-02-19. ISSN 1423-3967 （法语）.

## 外部連結
- 伊朗科学家遇刺《今日关注》